# Momodu Mutari
Momodu Mutari (ur. 2 września 1976) piłkarz nigeryjski występujący podczas kariery na pozycji pomocnika.

## Kariera reprezentacyjna
W 1995 roku Mutari pojechał z reprezentacją Nigerii na Puchar Konfederacji. Na tym turnieju Nigeria zajęła czwarte miejsce a Mutari wystąpił w dwóch meczach grupowych z Japonią i Argentyną.